# Lucas Black
Lucas York Black (* 29. listopadu 1982 Decatur) je americký herec. Debutoval jako dvanáctiletý ve filmu Strom snů, hrál roli Seana Boswella ve filmové sérii Rychle a zběsile a agenta Christophera LaSalla v seriálu Námořní vyšetřovací služba New Orleans. Za roli ve filmu Smrtící bumerang získal v roce 1997 Young Artist Award. Působil také jako model pro Calvina Kleina.

## Filmografie
- 2015	Rychle a zběsile 7
- 2014	Námořní vyšetřovací služba: New Orleans (TV seriál)
- 2013	42
- 2012	Země naděje
- 2010	Legie
- 2009	Snížit se
- 2006	Rychle a zběsile: Tokijská jízda
- 2005	Mariňák
- 2005 Temné vody
- 2004 Světla páteční noci
- 2003	Námořní vyšetřovací služba (TV seriál)
- 2000	Krása divokých koní
- 1998	Akta X - Film
- 1996	Duch minulosti
- 1996 Smrtící bumerang
- 1994	Strom snů